# Талала Володимир Леонтійович
Талала Володимир Леонтійович — радянський український художник по гриму. Нагороджений орденом Слави III ступеня, медалями, значком «Відмінник кінематографії СРСР».

## Життєпис
Народився 22 серпня 1922 р. в Одесі в родині театрального службовця. 
Закінчив художньо-архітектурний технікум (1934) і Ленінградський гірничий інститут (1940). 
Учасник Німецько-радянської війни.
З 1938 р. працював на Одеській кіностудії.
Був членом Національної Спілки кінематографістів України. 

## Фільмографія
Брав участь у створенні фільмів:
- «Моряки» (1939)
- «Сімнадцятилітні» (1939)
- «Небеса» (1940)
- «Боксери» (1941)
- «Танкер „Дербент“» (1940)
- «Дочка моряка» (1941)
- «Шарф коханої» (1956)
- «Моя дочка» (1957)
- «Сторінки минулого» (1958)
- «На зеленій землі моїй» (1959)
- «Чорноморочка» (1959)
- «Сильніше урагану» (1960)
- «Сповідь» (1962)
- «Мрії назустріч» (1963)
- «Самотність» (1964)
- «Зірка балету» (1964)
- «Ескадра повертає на захід» (1965)
- «Формула райдуги» (1966)
- «Дитина» (1967)
- «Тиха Одеса» (1967)
- «День ангела» (1968)
- «Небезпечні гастролі» (1969)
- «Між високих хлібів» (1970)
- «Синє небо» (1971)
- «Сутичка» (1972)
- «Хлопчину звали Капітаном» (1973)
- «Здрастуйте, лікарю!» (1973, т/ф)
- «Контрабанда» (1974)
- «Фантазії Веснухіна» (1977, у співавт.)
- «Квартет Гварнері» (1978)
- «Загін особливого призначення» (1978)
- «Особливо небезпечні...» (1979, у співавт.)
- «Довгий шлях в лабіринті» (1981, т/ф)
- «Колесо історії» (1981)
- «Дій за обставинами!..» (1984, у співавт)
- «Спокуса Дон-Жуана» (1985, у співавт.)
- «Данило — князь Галицький» (1987)
- «Дежа вю» (1989, у співавт.)
- «Ніч грішників» (1991) та ін.